# 新聞紙条例
新聞紙条例（しんぶんしじょうれい、明治8年6月28日太政官布告第111号及び明治20年12月29日勅令第75号）は、明治時代の日本で施行された新聞を取り締まるための太政官布告及び勅令。いずれも、自由民権運動の高揚するなか、名誉棄損を禁止するための讒謗律と併せて、教唆の禁止や罰金や量刑を制定した刑事法。
なお、台湾総督府は1900年1月24日、台湾新聞紙条例を制定した（律令）。

## 概要

### 背景
幕末の1867年から1868年（慶応3年から4年）にかけて創刊された新聞は佐幕派のものが多く、官軍に不利を齎しかねなかったため、太政官は1868年（慶応4年/明治元年）、鳥羽・伏見の戦いののち、4月28日、6月8日と布告を行い、新聞の廃刊を命じた。このため、治外法権下でイギリス人牧師が発行した「万国新聞」やアメリカ人商人が発行した「横浜新報もしほ草」などが知識層に普及した。
しかし、政府内には新聞や出版の振起を望む者も多く、1869年（明治2年）2月8日には学校官から新聞紙印行條例（布告第135号）が布告され、新聞の復刊や創刊、雑誌の創刊が相次いだ。「出版即日2部を官に納む」ことを規定し、開成学校が検閲を始めたのは、このときである。
1871年9月13日（明治4年7月29日）、三条実美が太政大臣に就任する。1873年（明治6年）10月19日には新聞紙條目（太政官布告352号）が布告され、政府は新聞奨励策を展開し、各県に新聞縦覧所を設置した。これらは公共図書館の開設につながった。
そのような中で1874年（明治7年）1月17日、征韓論による対立により野に下っていた板垣退助、副島種臣、後藤象二郎、江藤新平、岡本健三郎、由利公正、小室信夫、古沢滋らは、民選議院設立の建白書を政府に提出した。これがイギリスのジョン・ブラックが社長兼編集長を務める「日新真事誌」に全文掲載され、新聞各紙が筆戦を展開した。
さらに6月にはアメリカ合衆国との郵便交換条約（布告第62号）が締結され、アメリカからも新聞が輸入されるようになる。

### 新聞紙条例と記者クラブの発生
こうした自由民権運動の動きに対し、政府は、違反者への刑罰を定めた新聞紙条例（第111号）を公布した。また、新聞紙條目を、新聞紙條例別冊「新聞紙発行條目」（全18条）として再編した。この他、名誉棄損行為を規制する讒謗律（太政官布告110号）も公布した。
この条例は、制定過程で、元老院では、抑圧につながるおそれがあるとした佐野常民（当時元老院議官、元佐賀藩）らがいったん太政官に返付していたが、太政官から再び上提され、元老院で第5条が削除され、反対少数で可決された。
特に、第4条は「持主若クハ社主及ヒ編輯人若クハ仮ノ編輯人タル者ハ内国人ニ限ルヘシ」と定めており、ブラックの日新真事誌を廃刊に追い込むために設けられたとされる。
この動きに対しアメリカ側は新聞輸入時の郵便税の納付が発出地アメリカで行われるよう日米郵便条約を改訂している。
1977年には、米国人商社のウォルシュ兄弟と元イギリス公使のラザフォード・オルコックが共同で神戸製紙所を創業した。同年9月には、明治天皇が「国憲起草を命ずるの勅語」を発布し、元老院には憲法取調局が設置される。
しかし、条例が出来た1975年から1880年（明治13年）までに、203名の記者が禁獄に入った。さらに条例は1883年（明治16年）4月16日付で、再び強化された。厳しい拘束規定を含むなど改正・強化された。1ヶ月以内に47紙が廃刊し、前年には355紙あったものが、年末には199紙に激減したという。このために俗に「新聞撲滅法」とも称された。
条例改正から2年後の1885年、太政官制は廃止され、内閣制度が開始される。霞倶楽部など官公庁別の記者クラブが発生したのは、同年以降である。また同年には、英吉利法律学校が創設され、憲法制定の議論も盛んになる。同校の総代であった高橋健三は、1889年には、金子堅太郎らとともに大日本帝国憲法英語版の発行を支援した。

### 二十六世紀事件、日糖事件
高橋は1894年2月には、皇紀使用の雑誌『二十六世紀』を創刊し、日清戦争のさなか、日本においてロマン主義を推進し、次いで1896年、第2次松方内閣で書記官長（現・内閣官房長官）を務めるが、華族の濫造や宮内大臣を痛烈に批判した自身の論文のため、内務省に発売禁止処分を受ける。そこで、高橋自らが新聞紙条例の改正を指示し、1897年（明治30年）、内務省の権限による発売停止・禁止・差押規定が廃止された。

1898年にはオランダの銀行家のE.D. ファン・ワルリーが横浜領事に就任し、1902年にオランダ領東インドと日本とのあいだの航路を開設する。このことは日本の製糖産業に打撃を与え、法制賄賂を引き起こしていた。日露戦争の勝利により司法省や大日本帝国海軍の政治力が強まると、1909年（明治42年）、賄賂事件は日糖事件として摘発され、新聞紙条例はその騒動の中で、第26回帝国議会において協賛を得て法律化され、検閲の規定が明記された『新聞紙法』（明治42年5月法律41号、明治43年4月内務省令15号）となって、継承されて失効した。
大日本帝国憲法第29条は、言論結社の自由について「日本臣民は法律の範囲内において、言論、著作、印行、集会及結社の自由を有す」（Japanese subjects shall, within the limits of law, enjoy the liberty of speech, writing, publication, public meetings and associations.）としていたため、新聞紙法という法律には対抗できず、検閲が正当化された。

## 沿革
- 明治8年（1875年）6月28日
新聞紙条目ヲ廃シ新聞紙条例ヲ定ム（明治8年太政官布告第111号）により、従前の新聞紙条目（明治6年10月19日太政官第352号（布））（発行許可制、国体誹謗・政法批評禁止、官吏の職務上の情報漏洩の防止などを規定）を「廃更」する形で成立。発行の許可制、持主・社主・編集人・筆者・印刷人の法的責任、騒乱煽起・成法誹毀の論説取締、さらに特別刑罰規定をもうけ、手続違反にたいし初めて行政処分規定をさだめる。
- 明治16年（1883年）4月16日
新聞紙条例改正（明治16年太政官布告第12号）により全部改正。発行保証金制度の新設、法的責任者の範囲拡大、身替わり新聞の禁止、外務卿・陸海軍卿の記事掲載禁止権新設、行政処分の拡充など。
- 明治20年（1887年）12月28日
新聞紙条例改正ノ件（明治20年勅令第75号）により全部改正。発行届出制度創設。
- 明治30年（1897年）3月24日
改正公布。発行停止・禁止、発売禁止の行政処分の緩和、皇室の尊厳に関する取締記載。
- 明治42年（1909年）
新聞紙法（明治42年5月6日法律第41号）により廃止。

## 内容
以下主な内容を示す。
- 発行を許可制とした。
- 違反の罰金・懲役を明確に定めた。
- 社主、編集者、印刷者の権限・責任を個別に明示し、違反時の罰則を定めた。
- 社主は内国人でなければならないとされた。
- 同時発布の讒謗律との関係を明示した。
- 記事には筆者の住所・氏名を明記することを原則とした。
- 筆名を禁止した。
- 掲載記事に対する弁明・反論・訂正要求が寄せられた場合の次号での掲載を義務づけた。
- 犯罪（当時の法律下での犯罪）を庇う記事を禁じた。
- 政府の変壊・国家の転覆を論じる記事、人を教唆・扇動する記事の掲載を禁じた。
- 裁判の公判前の記事および審判の議事の掲載を禁じ、重罰を定めた。
- 官庁の許可のない建白書の掲載を禁じた。
- 錦絵は出版届出年月日、画作者名、版元の住所氏名を明記することとした。（明治8年6月28日）